# Regio Chimica
Regio Chimica est un bachelor de chimie qui a été lancé en 2010. Le cursus est proposé dans le cadre d'une coopération entre l'université de Fribourg-en-Brisgau et l'université de Haute-Alsace (UHA). Les étudiants passent la première année en France et la deuxième année en Allemagne. En troisième année, ils peuvent choisir entre les deux universités. L'une des particularités de ce cursus est la présence de modules interculturels au cours des études.
Le cursus est évalué et soutenu par l'université franco-allemande depuis le début du programme. Les étudiants obtiennent un double diplôme : le Bachelor of Science en Allemagne et la Licence de Chimie en France.

## Contenu des études
Dans le cadre de Regio Chimica, des compétences supplémentaires sont acquises dans le cadre des modules interculturels, en plus des contenus d'un cursus régulier de chimie. Ces modules interculturels concernent les domaines « connaissance du pays et de l'Europe », « connaissance du futur monde du travail » et « développement d'une compétence interculturelle ». Ces modules associent des connaissances factuelles sur la réalité de la vie du pays voisin et des modèles théoriques sur l'interculturalité en général à l'expérience pratique du quotidien franco-allemand.

## Prix et subventions
Le cursus a été soutenu par l'Union européenne de 2010 à 2013 dans le cadre du programme INTERREG IV. Il a été évalué en 2010 par l'université franco-allemande. Depuis, les étudiants sont soutenus par l'aide à la mobilité.
En 2014, les universités ont reçu pour ce cursus le prix Bartholdi en tant qu'exemple réussi de coopération transfrontalière entre établissements d'enseignement supérieur de la région du Rhin supérieur.